# 阿吉特卡河
阿吉特卡河是俄羅斯的河流，由秋明州負責管轄，屬於瓦蓋河的右支流，河道全長183公里，流域面積3,590平方公里，流經西西伯利亞平原，河水主要來自融雪，每年十一月至翌年五月結冰。